# Кіквіт
Кіквіт (фр. Kikwit) — місто у провінції Квілу Демократичної Республіки Конго.

## Опис
Є найбільшим містом провінції Квілу, розташовано у південно-західній частині країни, на річці Квілу, на висоті 452 м над рівнем моря. Станом на 2012 рік кількість населення складала 397 737 осіб.
Місто є важливим комерційним та адміністративним центром. Є стадіон та аеропорт. Кіквіт поєднується з Кіншасою автошляхом і річковим сполученням.
1995 року там було зафіксовано спалах хвороби, яку спричинює вірус Ебола.
18 лютого 2009 року, за 36 місяців після ухвалення нової конституції країни, Кіквіт став адміністративним центром нової провінції Квілу.
Місто відоме завдяки традиційним танцям, зокрема народу бапенде. Танцюристи часто носять національні костюми, що складаються з яскравої маски й одягу з листя пальми рафії.